# Царів
Царів (рос. Царев) — село у Ленінському районі Волгоградської області Російської Федерації. Населення становить 1521 особу. Входить до складу муніципального утворення Царівське сільське поселення.

## Історія
Село розташоване у межах українського історичного та культурного регіону Жовтий Клин.
Згідно із законом від 14 лютого 2005 року № 1004-ОД органом місцевого самоврядування є Царевське сільське поселення.

## Населення
| 1842 | 1870  | 1897  | 1899  | 2002  | 2010  |
| ---- | ----- | ----- | ----- | ----- | ----- |
| 4723 | ↗8191 | ↘6977 | ↘5709 | ↘2582 | ↘1521 |

За переписом 1897 року у місті проживало 6 977 осіб. Розподіл населення за мовою згідно з переписом 1897 року:
| Мова       | Осіб  | Відсоток |
| ---------- | ----- | -------- |
| російська  | 3 873 | 55,51 %  |
| українська | 2 439 | 34,96 %  |
| татарська  | 616   | 8,83 %   |
| інші       | 49    | 0,70 %   |
| Разом      | 6 977 | 100 %    |